# 이고르 투도르
이고르 투도르(크로아티아어: Igor Tudor, 1978년 4월 16일 ~ )는 크로아티아의 은퇴한 축구 선수로서, 포지션은 수비수과 수비형 미드필더였다. 1990년대와 2000년대 크로아티아 최고의 수비수로 꼽힌다. 현재 유벤투스의 축구 감독을 맡고있다.

## 축구인 경력

### 선수 경력
크로아티아의 명문 클럽 HNK 하이두크 스플리트의 유소년 팀을 거쳐 1995년 성인 계약을 체결하였다. 세 시즌 간 58경기에 출전하여 5골을 기록하였으며 1997년 11월엔 A매치 데뷔전을 치렀고 프랑스 월드컵 크로아티아 대표팀 최종 명단에 포함되어 3경기에 교체 출전하며 팀이 월드컵에서 3위를 기록하는 데 기여하였다.
1998년 유벤투스로 이적하였다. 조르조 키엘리니, 파비오 칸나바로, 파올로 몬테로, 릴리앙 튀랑 등 세계적인 선수들과 호흡을 맞추며 유벤투스의 수비진을 이끌었다. 투도르가 활약하는 동안 2회의 리그 우승과 1회의 UEFA 챔피언스리그 준우승을 기록하며 당대 최고의 전력을 자랑하던 팀으로 평가받았다. 2001년엔 크로아티아 올해의 축구 선수로 선정되기도 하였으나 이후 크고 작은 부상에 고생하다가 2004년 장기 부상을 입은 후 2005년 AC 시에나로 임대 이적하였다. 축구 스캔들 발생 이후인 2006-07 시즌 유벤투스로 복귀하였으나 부상으로 1경기도 출전하지 못하였다.
2007년 은퇴를 고사하고 친정 팀인 하이두크 스플리트로 이적하였다. 2007년 10월 약 16개월만에 첫 공식 경기를 소화하였으나 발목 부상 후유증으로 컨디션을 회복하지 못하였고 2008년 7월 22일 은퇴를 선언하였다.

## 국가대표팀
투도르는 1998 프랑스 월드컵에서 크로아티아의 3위를 이끌었으며, UEFA 유로 2004와 2006 독일 월드컵에 출전했다. 특히 유로 2004에서는 프랑스와의 2차전에서 자책골을, 잉글랜드와의 최종전에서는 만회골을 기록했었다.

## 수상

### 선수
유벤투스
- UEFA 인터토토컵 : 1999
- 세리에 A : 2001-02, 2002-03
- 코파 이탈리아 준우승 : 2001-02
- 수페르코파 이탈리아나 : 2002, 2003
- UEFA 챔피언스리그 준우승 : 2002-03
- 세리에 B : 2006-07

 크로아티아
- 1998년 FIFA 월드컵 3위

개인
- 2001년 크로아티아 올해의 선수상

### 감독
하이두크 스플리트
- 2012-13 크로아티아 컵 우승
- 2013년 크로아티아 슈퍼컵 준우승